# Skazka o Mal'čiše-Kibal'čiše
Skazka o Mal'čiše-Kibal'čiše (Сказка о Мальчише-Кибальчише) è un film del 1964 diretto da Evgenij Firsovič Šerstobitov.